# 门东村 (章丘市)
门东村,中华人民共和国山东省济南市章丘市水寨镇所辖的一个行政村。总人口472，其中男性248人，女性224人；农业户口469人，非农业人口3人；18岁以下人口115人，18-35岁人口103人，35-60岁人口190人，60岁以上人口64人（2006年）。耕地面积70公顷（2006年）。行政区划代码370181106212。